# Savage Lover
Savage Lover es una grabación exitosa de 1979 del grupo disco estadounidense The Ring, La canción fue producida y escrita por el músico de estudio, el compositor Marcus Barone y el músico profesional Fausto Lucignani, que también coprodujo el exitoso disco. Savage Lover alcanzó el número 1 en las listas de éxitos en México durante semanas, además de lograr el #7 en Argentina. Llegó al # 14 en el American Dance Billboard charts. The Ring se disolvió en 1981, sin embargo, Savage Lover todavía se reprodujo a lo largo de la década de 1980 en los Estados Unidos y México. Fue lanzado por Vanguard como un sencillo en 1979 y apareció en el álbum debut de The Ring en 1981. La canción fue mezclada por el consultor de disco Ray 'Pinky "Velázquez.
- Datos: Q7427734